# 5 Ronin
5 ронинов (англ. 5 Ronin) — супергеройская серия комиксов из пяти выпусков, выпущенных издательством Marvel Comics в главных ролях с персонажами Росомахой, Халком, Карателем, Псайлок и Дэдпулом, переосмысленных как Ронинов, самураев без господина в Японии 17-го века. Серия написана Питером Миллиганом с участием нескольких художников. Первый выпуск был выпущен 2 марта 2011 года.

## История публикации
Marvel Comics впервые анонсировала 5 Ronin писателя Питера Миллигана и в декабре 2010 года с участием художников Томма Кокера, Далибора Талаича, Лоуренса Кэмпбелла, Горана Парлова и Леандро Фернандеса в декабре 2010 года. Миллиган заявил, что идея серии появилась от редактора Себастьяна Гирнера, сказавшего: «Яйцо этой идеи родилось в огромном интересе и страсти Себастьяна во всех японских вещах … Себастьян и я сделали из этого яйца омлет». Миллиган заметил, что он большой поклонник Семи Самураев Акиры Куросавы, и то, что привлекло его к проекту, было «что эта эпоха Японии была в таком состоянии. Одна эпоха заканчивалась и начиналась новая. Чтобы жить, люди не уверены, где они стоят, и это отличная арена для того, чтобы смотреть на характер и видеть, как персонажи действуют, когда их принимают в неудобные места».
Писатель Питер Миллиган в настройке серии:

В 1600 году в Секигахаре, где сражались западные и восточные кланы, была известная кровавая и ключевая битва. Эта битва закончилась тем, что стала известна как эпоха воюющих государств. Другими словами, мир Японии, который мы находим, переживает какое-то катаклизматическое, эпохальное изменение. Это жестокий возраст, возраст глубокой тревоги. Хотя это очень странное время и место, я чувствую, что эта эпоха говорит нам о наших собственных проблемных временах. У нас происходят наши собственные катаклизматические изменения, наше чувство тревоги и «выкорчеванность».
Оригинальный текст (англ.)In 1600, there was a famously bloody and pivotal battle at Sekigahara, where the Western and Eastern clans fought. This battle ended what became known as the era of the warring states. In other words, the world of Japan that we find is going through a some kind of cataclysmic, epochal change. It's a violent age, an age of deep anxiety. Though it's a very alien time and place, I feel that this era speaks to us about our own troubled times. We have our own cataclysmic changes going on, our own sense of anxiety and "uprooted-ness".

Миллиган также объяснил, что каждая из пяти проблем сосредоточена на одном персонаже, но истории взаимосвязаны: «Все эти персонажи должны заново открываться, поскольку история продолжается, что есть причина, по которой все они связаны и собраны вместе. Проблемы, вытекающие из того же источника». Что касается того, почему он выбрал персонажей, Миллиган заметил, что каждый из них представляет собой аспект японского общества. Росомаха имеет наибольший смысл, а Псайлок — это персонаж, который прекрасно вписывается в него. «Дэдпул идеально подходит, он мог бы быть изначально предназначен для этой истории … Каратель также отлично вписывается в то, что мы хотели. Оба эти персонажа могут быть архетипами, и именно поэтому они так аккуратно и полезно работали с этой историей. Немного отличается. Часть удовольствия там писала против типа или ожидания персонажа. Хотя, опять же, неотъемлемая часть персонажа Баннера/Халка прекрасно соответствует тому, что мы хотели в этой книге».

## Помещение
Связанные одной и той же судьбой, но в одиночестве в своём роде, Росомаха, Псайлок, Каратель, Халк и Дедпул вынуждены идти по одинокому пути безмолвного самураев в жестоком и буйном мире феодальной Японии.

## Сюжет

### Выпуск № 1: Росомаха
Неизвестный Ронин, известный как «Росомаха», вернулся домой к своему клану и внезапно был убит одним из своих друзей Ронином. Появляется ещё один идентичный Росомаха Ронин, и ему противостоял Дурак (Дэдпул), который утверждает, что он похоронил его. Смущённый загадкой Дурака, Росомаха идёт в свой храм и нападает на неизвестного Ронина.
Когда они сражались, Росомаха сбил маску и был потрясён, когда обнаружил, что это был его собственный брат, который сошёл с ума после того, как его предал солдат Дамиё. После обезглавливания Ронина, Росомаха решил отправиться на поиски Дамиё и отомстить за своего брата.

### Выпуск № 2: Халк
Духовный монах, известный как Халк, медитирует в горах Хи, чтобы развязать свои способности так называемого Халка. Его медитации часто прерываются дураком и сельскими жителями, которые ищут его помощи. Один из жителей деревни попросил его помочь остановить армию бандитов, которые пытаются уничтожить деревню.
Монах соглашается помочь деревне, а позже сталкивается с бандитами, которые пытались уничтожить деревню. Подобно тому, как приблизилась большая армия бандитов, монах превратился в Халка, который он сам уничтожил всех бандитов. Несмотря на сохранение монахом деревни, он решил пойти в храм Эдо. Монах ушёл, но оглянулся на деревню, а затем двинулся вперёд, чтобы продолжить своё путешествие.

### Выпуск № 3: Каратель
Воин Ронин идёт под именем Акаги, возвращается из Кореи после долгой войны, но его дом нигде не найти. Узнав от жителей деревни, что его семья была убита Дамиё, Акаги замышляет месть, пытаясь убить Дамиё любым необходимым способом.
Узнав от своей горничной Намико, что его жена совершила Сеппуку из-за смерти своего сына, Акаги отправляется на поиски Сато, одного из солдат Дамиёса, он столкнулся с другими и убил их любыми средствами. Он нашёл Сато в своём доме и убил его. Его жена позже совершила Сеппуку и умерла. Убив одного из оставшихся солдат Сатоса, он покинул дом, но не до того, как дал монету Дураку.

### Выпуск № 4: Псайлок
О-Чийо Браддок, британско-японская Ойран, ежедневно работающая в борделе. Она получила прозвище Бабочка, благодаря своей способности читать мысли.
Однажды в борделе странный Ронин (Росомаха) выбрал её для своих услуг. Ронин показал, что он планировал убить Даймё за убийство своего хозяина и всех других Ронинов. О-Чийо и Ронин сражаются, пока он не приложит её к стене с Сайями, поскольку О-Чийо хочет быть тем, кто убивает Даймё. Ронин задаёт вопрос своему гневу, заявив, что она должна сердиться на отца, чтобы убить себя и отказаться от неё, а не Дамиё. Потерпев поражение, О-Чийо в конце концов осознаёт, что она права.

### Выпуск № 5: Дэдпул
Брат Дамиё по оружию, Ватари сражался рядом с ним в битве при Корее. После того, как большая армия собралась, чтобы уничтожить Дамиё, Ватари считался убитым, но его лицо было ужасно покрыто шрамами, и позже он стал известен как Дурак.
Когда Дамиё был посещён О-Чийо в его доме, Дамиё был озадачен загадкой О-Чийо и Дураком и узнал, что всех его людей убили. После того, как Ватари проявил себя к Дамиё, он был потрясён и в ужасе от этого, в результате этих двух боев. Ватари в конце концов убил Дамиё, но забыл причину этого.
Позже он встретил Росомаху за пределами храма Дамиё и сказал ему, что он убил самого Дамиё. Росомаха была расстроена, заявив, что его подготовка к борьбе с Дамиё была ни за что. Ронин остался разочарованным вместе с Акаги и преподобным, который узнал, что кто-то закончил своё путешествие.
Ронин ушёл, и они отправились искать другой квест.

## Отзывы
Первый выпуск 5 Ronin получил смешанные отзывы. Дэн Иверсон из IGN дал ему 6,5 (из 10), похвалив искусство Томма Коркера и колориста Даниэля Фридмана, но назвав эту историю «слишком неоднозначной и типичной для жанра». Дэвид Пепозе из Newsarama заявил: «Ронин — это запутанное, неинтересное чтение, которое на самом деле не очень оправдывает его» супергероев Marvel" как предположения самураев". Келли Томпсон из Comic Book Resources дала ему 2,5 (из 5) звёзд, объявив, что несмотря на то, что в этом первом выпуске 5 Ronin есть что-то ценное: от вызывающего воображение искусства до красивого письма Миллигана, в конце концов он чувствует себя немного бездушным. Эмоциональная связь какого-то рода могла бы сделать что-то вроде блаженства как мести немного больше. Однако Мэтью Мейлихов из Multiversity Comics дал первому и пятому выпускам 9.2 (из 10), в которых говорилось (о серии), что «Миллиган разработал довольно хорошо организованную историю о мести, в которой участвуют самые большие персонажи Marvel, И различные художники, которые работали над eac H проблема сделала это название обязательным для поклонников как персонажей, так и самураев вообще».